# Il gioco dei Vor
Il gioco dei Vor è un romanzo di fantascienza di Lois McMaster Bujold del 1990, vincitore del premio Hugo. Fa parte del ciclo dei Vor.
La prima parte del romanzo era apparsa su rivista come Miles Vorkosigan - L'uomo del tempo (Weatherman, su Analog, febbraio 1990).

## Edizioni
- Lois McMaster Bujold, The Vor Game, 1990.
- Lois McMaster Bujold, Il gioco dei Vor, traduzione di Gianluigi Zuddas, collana Cosmo Oro n° 123, Editrice Nord, 1992,  p. 317, ISBN 88-429-0420-1.
- Lois McMaster Bujold, Miles Vorkosigan - L'uomo del tempo, traduzione della redazione italiana di Analog, Odissea Fantascienza n° 18, Delos Books, 2007, ISBN 978-88-89096-62-8.